# Episodi di Dalziel and Pascoe (prima stagione)
Lista degli episodi della prima stagione della serie televisiva Dalziel and Pascoe.
| N° | Titolo originale           | Titolo italiano | Prima TV UK   | Prima TV Italia |
| -- | -------------------------- | --------------- | ------------- | --------------- |
| 1  | A Clubbable Woman          |                 | 16 marzo 1996 | 2007            |
| 2  | An Advancement of Learning |                 | 23 marzo 1996 | 2007            |
| 3  | An Autumn Shroud           |                 | 30 marzo 1996 | 2007            |